# Nikki Ziering
Nikki Ziering (ur. 9 sierpnia 1971 w Norwalk) – amerykańska modelka i aktorka. We września 1997 została wybrana Playmate miesiąca „Playboya”.

## Życiorys

### Wczesne lata
Urodziła się w Norwalk w Kalifornii w rodzinie pochodzenia norweskiego i niemieckiego. Wychowywała się ze starszą od niej o rok siostrą Kimberly. W 1989 ukończyła Sonora High School w La Habra w Kalifornii. Następnie uczęszczała do Cypress College. Pracowała jako asystentka w gabinecie dentystycznym w Brea w Kalifornii, gdzie została odkryta przez agenta ds. talentów. 

### Kariera
Ze względu na swoją atletyczną sylwetkę stała się odpowiednim wyborem do kampanii bielizny i strojów kąpielowych. Wkrótce potem jej zdjęcia ukazały się w katalogach z bielizną, w tym „Carabella”, „Frederick’s of Hollywood” i „Venus Swimwear”. Szybko zyskał rozgłos w branży modowej i została rzeczniczką „24 Hour Fitness”, „Korbell” i „Coors”. 
Zyskała sławę po tym, jak zrobiła kampanię dla magazynu „Playboy”. Magazyn zamieścił jej nagie zdjęcia w numerze z sierpnia 1997 i nazwał ją „towarzyszką zabaw miesiąca” we wrześniu. W lipcu 2003 zrobiła kolejną sesję zdjęciową dla „Playboya” i pojawiła się w filmie fabularnym dla tego magazynu. Była też na okładce „FHM” (w grudniu 2001)i „Maxim” (w październiku 2005). Występowała jako piękność Boba Barkera w teleturnieju CBS The Price Is Right (1999–2002). Grywała także w filmach, m.in. w fantastycznonaukowym TNT Babilon 5: Rzeka dusz (Babylon 5: The River of Souls, 1998) z Tracy Scoggins.

## Życie prywatne
4 lipca 1997 zawarła związek małżeński z aktorem Ianem Zieringiem, aktorem znanym z serialu „Beverly Hills, 90210”. Przed ślubem przeszła na judaizm. Pięć lat później, 28 listopada 2002, para rozwiodła się powołując się na różnice nie do pogodzenia.
Z nieformalnego związku z Rickiem Reynoldsem (2007) ma córkę Tatum Ellę (ur. 27 marca 2009).

## Filmografia

### Filmy
- 2002: Kto pierwszy, ten lepszy jako trenerka Gordona
- 2002: Austin Powers i Złoty Członek jako siłaczka
- 2003: American Pie: Wesele jako oficer Krystal
- 2003: Powrót do jaskini Batmana – przypadki Adama i Burta (TV) jako Lucy
- 2004: Max Havoc: Klątwa smoka jako motocyklistka
- 2009: 2 Dudes and a Dream jako instruktorka tenisa

### Seriale
- 1998: Beverly Hills, 90210 jako Stephanie
- 1998: V.I.P. jako Amber Davis
- 1999: Niebieski Pacyfik jako Shawn Burke
- 1999: Operacja wieczność jako kobieta z reklamy
- 2004: Żar młodości jako Lorraine
- 2004: Prawie doskonali jako Gloria
- 2010: Sons of Tucson jako Misty Rose